# 浅賀鉄次郎
浅賀 鉄次郎（あさが てつじろう、生没年不詳）は明治時代の地本問屋である。

## 略歴
浅賀鉄治郎ともいう。明治時代に下谷区下谷坂本町1丁目16で地本問屋を営業しており、小島勝月、歌川国利の錦絵を出版している。

## 作品
- 小島勝月 「温古東錦絵東照宮三百年祭」 大判3枚続 明治22年（1889年）
- 小島勝月 「温古東錦上野参詣之図」 大判3枚続 明治22年 国立国会図書館所蔵
- 歌川国利 「上野公園第三回内国博覧会御行幸之図」 大判3枚続 明治23年